# Nationaal Europese Sociale Beweging
De Nationaal Europese Sociale Beweging (NESB) was een Nederlandse neonazibeweging opgericht in 1953 door voormalig Waffen-SS-officier Paul van Tienen (1921-ca.1995) en voormalig NSB'er Jan Wolthuis (1903-1983). De NESB was voor een deel een voortzetting van de Stichting Oud Politieke Delinquenten (SOPD) en is uiteindelijk in 1956 verboden door de Hoge Raad.